# Tranvía de Valladolid
La ciudad española de Valladolid basó su red de transporte urbano colectivo en un sistema tranviario entre 1881 y 1933. Además de prestar el servicio de pasajeros también funcionó como modo de transporte de mercancías.

## Tracción animal (1881-1910)
En 1879 se crea la Sociedad General de Tranvías Interiores de Valladolid, presidida por Valerio Morales, que presenta una propuesta de desarrollo del sistema. El Ayuntamiento de Valladolid saca a concurso la construcción y explotación de la red de tranvías de ancho métrico y tracción animal, resultando adjudicataria dicha sociedad en junio de 1880. Inmediatamente, el comerciante catalán Eduardo Barral adquiere la concesión, comienzan las obras y el 22 de diciembre de 1881 se inaugura una primera línea.
Esta primera línea tenía una longitud de 2.100 metros. Su recorrido se iniciaba en el fielato de consumo de la Estación del Norte, y continuaba por la Acera de Recoletos, la calle Santiago, la plaza Mayor, la calle Lencería, la plaza del Ochavo, Platerías, calle Cantarranas (actual Macías Picavea) y la calle Corredera (actual Angustias) hacia San Pablo, acabando en la calle San Quirce a la altura del Viejo Coso. Las cocheras se encontraban en la parcela que actualmente ocupa el Instituto Zorrilla. Esta parcela era propiedad de la Diputación Provincial desde 1868, procedente de la desamortización. El servicio comenzó con 4 coches pero pronto se amplió la dotación a 6 coches. Cada uno de ellos era arrastrado por dos mulas. En 1887 se consiguió que el tranvía partiese de los mismos andenes de la Estación del Norte en lugar del fielato, lo que facilitaba la intermodalidad entre el ferrocarril y la línea de transporte urbano.
Esta sociedad fue vendida a una empresa belga en 1899, que gestionaba otros sistemas tranviarios de Europa (Compañía Internacional de Tranvías).
En agosto de 1909, Santiago Alba y sus socios, de origen vallisoletano y zaragozano, adquieren el activo de la sociedad belga, constituyendo la Sociedad Tranvías de Valladolid, en enero de 1910. El capital de esta compañía fue de 1 millón de pesetas.
En el momento de este cambio societario, la red ya se había extendido de una forma importante. En cuanto a la línea inicial, esta se prolongó por el norte, primero hasta la Plaza de San Nicolás y luego hasta la Plaza de San Bartolomé (1907). Se construyó el ramal hacia la Audiencia y el cementerio y el que unía la plaza de toros con la plaza Mayor por el  paseo de Zorrilla, y las calles Miguel Íscar y Duque de la Victoria.

## Tracción eléctrica (1910-1933)

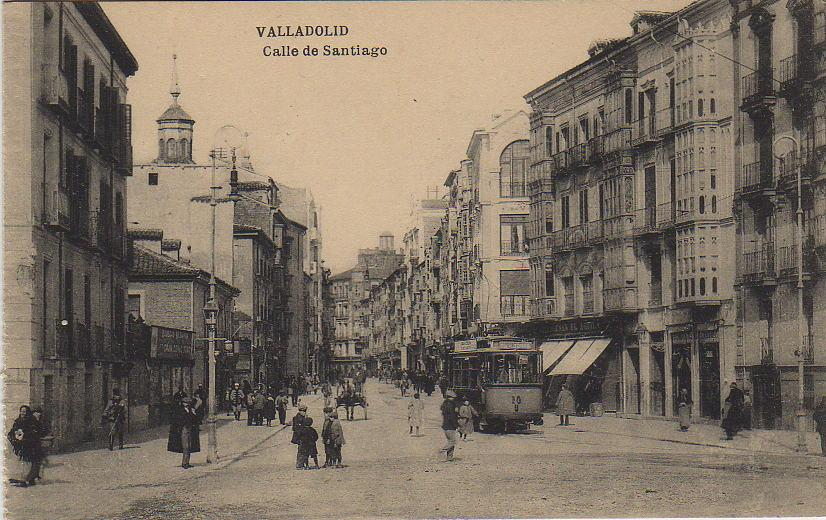
Tranvía eléctrico por la calle de Santiago hacia 1910.

Las intenciones de la sociedad encabezada por Santiago Alba se centraban en la electrificación, que no había podido ejecutar la empresa belga que gestionó el servicio durante la primera década del siglo. Una vez otorgada la licencia para el cambio de tracción el 28 de febrero de 1910, y publicada esta el 7 de marzo de 1910, las obras comenzaron el 26 de mayo. El suministro eléctrico corría a cargo de la Electra Popular Vallisoletana en sus instalaciones de la calle Veinte de Febrero, y se empleaba corriente continua a 550 voltios.
La electrificación de la red comenzó a entrar en servicio el 7 de septiembre de 1910, en la que se denominó línea de Circunvalación, que con 4.233 metros empleaba los trazados existentes entre la Plaza Mayor, la Estación del Norte, la Plaza de Toros y el Paseo Zorrilla. Un mes y medio más tarde, el 30 de octubre, se inauguraba la electrificación de los tramos Plaza Mayor - San Bartolomé y Plaza Mayor - Audiencia. El 18 de abril de 1911 se ampliaba la tracción eléctrica al tramo Audiencia - Cementerio, ya que no hubo tiempo a terminar los trabajos antes del invierno. De este modo finalizaba el periodo de coexistencia de ambas tracciones. Además de electrificar la red existente con tracción animal también se ejecutaron las ampliaciones desde la plaza de San Bartolomé a la dársena del Canal de Castilla y desde la plaza de toros a La Rubia en la segunda mitad de 1911. Esta última actuación estuvo ligada a un convenio para transportar mercancías de la Alcoholera. La extensión total llegó a 12,279 kilómetros, y se recolocaron las cocheras junto al Campo Grande, en la parcela detrás del Hospital Militar.
Además de todas estas extensiones y los trabajos de electrificación, la sociedad obtuvo la concesión para una línea "Transversal y de Extensiones" en noviembre de 1910, que servía a los barrios de San Andrés y San Juan, a través de la calle Estación, la calle Ruiz Zorrilla, Don Sancho, La Merced y Núñez de Arce. Su construcción estaba asociada a la formalización de un contrato de transporte de mercancías. No hay evidencias de que se llegaran a iniciar los trabajos para su construcción.
Ante el crecimiento de la ciudad la red de tranvías queda insuficiente, porque no alcanza una cobertura adecuada. En marzo de 1928 el Ayuntamiento decide complementar el servicio con autobuses urbanos. Se autoriza su explotación a Cipriano Díez Platero y el 23 de junio de 1928 comienzan los servicios Plaza Mayor - Delicias. Recorridos como este no suponen competencia directa para los tranvías, de modo que aún en 1930 la red alcanza su máximo número anual de viajeros, con 3.026.096 pasajeros.
Tras dos cambios en la concesión de autobuses urbanos por las numerosas quejas que suscitaba el servicio, la adjudicataria Sociedad Anónima de Transportes de Automóviles (S.A.T.A.) entra en verano de 1932 con rutas que claramente entran en competencia con las de Tranvías de Valladolid (Rubia-Cementerio, Rubia-Pilarica y Canal-Delicias). Al ser los autobuses más rápidos y fiables, el tranvía resultaba menos competitivo. A pesar de ello, el Ayuntamiento intentó que las empresas de tranvías y autobuses firmasen un convenio para coordinar y explotar conjuntamente los servicios de transporte urbano colectivo a principios de 1933. No hubo acuerdo, el servicio de tranvías se hizo insostenible y este se canceló el 6 de noviembre de 1933. El material móvil fue a parar al Tranvía de Gijón y las cocheras sirvieron durante la Guerra Civil como lugar de detención de adversarios del bando sublevado. En 1940 caducó definitivamente la concesión.

## Propuestas de recuperación (1996-actualidad)
Actualmente el transporte urbano de Valladolid está servido mediante una red de autobuses urbanos que gestiona la sociedad municipal AUVASA. En muchas ciudades europeas los tranvías nunca dejaron de funcionar. En España algunas ciudades han recuperado sus redes gracias al desarrollo de los denominados tranvías modernos o metros ligeros. Como los tranvías históricos, son vehículos guiados en superficie, pero mejoran sus características gracias a una plataforma parcialmente reservada, mayor capacidad y un diseño más moderno.
En 1996 el Ayuntamiento encarga estudiar la viabilidad de su reimplantación, pero el resultado es negativo. Por otro lado, las Directrices para la Ordenación del Territorio de Valladolid y su entorno (DOTVAENT) incluyen como recomendación la implantación de un sistema de tranvía o metro ligero. El "Plan Rogers", que articularía la urbanización de los terrenos resultantes del soterramiento del ferrocarril, trazaba una plataforma reservada de transporte público a lo largo del eje que podría servir para este modo de transporte. La red ha estado presente en diversos programas electorales del PSOE, en 2007 (cinco líneas) y en 2011 (línea Parquesol-Campus Universitario). Desde el mundo universitario también se han realizado propuestas, como la del Instituto Universitario de Urbanística de Valladolid.